# بيلي كليفورد
بيلي كليفورد (بالإنجليزية: Billy Clifford)‏ (18 أكتوبر 1992 بسلاو في المملكة المتحدة - ) هو لاعب كرة قدم بريطاني في مركز الوسط. لعب مع بوريهام وود إف سي وتشيلسي ورويال أنتويرب وكولتشستر يونايتد ونادي والسول ويوفل تاون.

## وصلات خارجية
- بيلي كليفورد على موقع قاعدة بيانات كرة القدم.إي يو (الإنجليزية)
- بيلي كليفورد على موقع Soccerbase.com (لاعب) (الإنجليزية)
- بيلي كليفورد على موقع AS.com (الإسبانية)